# Girl (álbum de Pharrell Williams)
"Girl" (estilizado como G  I  R  L) é o segundo álbum de estúdio do cantor americano Pharrell Williams. O álbum foi lançado em 3 de março de 2014. O primeiro single divulgado foi a canção "Happy" que faz parte da trilha sonora do filme Despicable Me 2. O álbum contém participações de Kelly Osbourne, Justin Timberlake, Timbaland, Miley Cyrus, Daft Punk, JoJo, Alicia Keys, Tori Kelly e Leah LaBelle. Comentários de críticos de músicas sobre o álbum têm sido positivos.

## Faixas
Todas as faixas escritas e compostas por Pharrell Williams e produzidas por Williams, exceto onde indicado. 
| G I R L        |                                                                |         |  |
| N.º            | Título                                                         | Duração |  |
| 1.             | "Marilyn Monroe"                                               | 5:51    |  |
| 2.             | "Brand New" (com Justin Timberlake)                            | 4:31    |  |
| 3.             | "Hunter"                                                       | 4:00    |  |
| 4.             | "Gush"                                                         | 3:54    |  |
| 5.             | "Happy" (originária da trilha sonora do filme Despicable Me 2) | 3:53    |  |
| 6.             | "Come Get It Bae" (com Miley Cyrus)                            | 3:21    |  |
| 7.             | "Gust of Wind" (com Daft Punk)                                 | 4:45    |  |
| 8.             | "Lost Queen"                                                   | 7:56    |  |
| 9.             | "Know Who You Are" (com Alicia Keys)                           | 3:56    |  |
| 10.            | "It Girl"                                                      | 4:47    |  |
| Duração total: | Duração total:                                                 | 46:54   |  |

## Equipe e colaboradores
- Pharrell Williams – vocais, produção, produção executiva
- Hans Zimmer – arranjo[4]
- Kelly Osbourne – vocal de apoio ("Marilyn Monroe")[4]
- Justin Timberlake – Vocais ("Brand New")
- Timbaland – beatbox ("Brand New")[4]
- Miley Cyrus – vocais ("Come Get It Bae")
- Daft Punk – vocal de apoio ("Gust of Wind")[4]
- Francesco – guitarra elétrica ("Gust of Wind")[4]
- JoJo – vocais ("Freq")
- Alicia Keys – vocais ("Know Who You Are")
- Tori Kelly – vocais[4]
- Leah LaBelle – vocais[4]
- Reah Dummett – vocais adicionais[2]

## Paradas

### Paradas semanais
| Parada (2014)                           | Melhor posição |
| --------------------------------------- | -------------- |
| Austrália (ARIA)                        | 2              |
| Austrália (Australian Urban Albums)     | 1              |
| Áustria (Ö3 Austria Top 40)             | 4              |
| Países Baixos (Dutch Charts)            | 2              |
| Finlândia (Suomen virallinen lista)     | 14             |
| Alemanha (Offizielle Deutsche Charts)   | 2              |
| Hungria (MAHASZ)                        | 6              |
| Itália (FIMI)                           | 1              |
| Irlanda (IRMA)                          | 3              |
| Nova Zelândia (RMNZ)                    | 2              |
| Escócia (Official Scottish Albums)      | 1              |
| Espanha (PROMUSICAE)                    | 6              |
| Suécia (Sverigetopplistan)              | 3              |
| Suíça (Schweizer Hitparade)             | 1              |
| Reino Unido (Official Albums Chart)     | 1              |
| Reino Unido (UK R&B Albums Chart)       | 1              |
| Estados Unidos (Billboard 200)          | 2              |
| Estados Unidos (Top R&B/Hip Hop Albums) | 1              |

## Histórico de lançamento
| Região | Data               | Formato              | Gravadora                         |
| ------ | ------------------ | -------------------- | --------------------------------- |
| Mundo  | 3 de março de 2014 | Download digital, CD | Black Lot Music, Columbia Records |